# Massimo Scali
Massimo Scali (Mentana, 11 de dezembro de 1979) é um ex-patinador artístico italiano, que competiu na dança no gelo. Com Federica Faiella ele conquistou uma medalha de bronze em campeonatos mundiais, duas medalhas de prata em campeonatos europeus e foi sete vezes campeão do campeonato nacional italiano.

## Principais resultados

### Com Federica Faiella
| Resultados | Resultados       | Resultados      | Resultados        | Resultados        | Resultados        | Resultados        | Resultados        | Resultados       | Resultados        | Resultados        | Resultados    | Resultados    | Resultados    |
| Internacional | Internacional    | Internacional   | Internacional     | Internacional     | Internacional     | Internacional     | Internacional     | Internacional    | Internacional     | Internacional     | Internacional | Internacional | Internacional |
| Evento/Temporada | 2001– 2002       | 2002– 2003      | 2003– 2004        | 2004– 2005        | 2005– 2006        | 2006– 2007        | 2007– 2008        | 2008– 2009       | 2009– 2010        | 2010– 2011        |               |               |               |
| --- | ---------------- | --------------- | ----------------- | ----------------- | ----------------- | ----------------- | ----------------- | ---------------- | ----------------- | ----------------- | ------------- | ------------- | ------------- |
| Jogos Olímpicos | 18.º             |                 |                   |                   | 13.º              |                   |                   |                  | 5.º               |                   |               |               |               |
| Campeonato Mundial | 16.º             | 11.º            | 9.º               | 9.º               | 8.º               | 9.º               | 5.º               | 8.º              | Medalha de bronze |                   |               |               |               |
| Campeonato Europeu | 12.º             | 8.º             | 6.º               | 5.º               | 7.º               | 6.º               | 4.º               | Medalha de prata | Medalha de prata  | 5.º               |               |               |               |
| GP Grand Prix Final |                  |                 |                   |                   |                   |                   |                   | 4.º              |                   |                   |               |               |               |
| GP Cup of China |                  |                 |                   |                   | 6.º               |                   | Medalha de bronze |                  | Medalha de bronze | Medalha de bronze |               |               |               |
| GP Cup of Russia |                  | 5.º             | 5.º               | Medalha de bronze |                   |                   |                   |                  |                   | WD                |               |               |               |
| GP NHK Trophy |                  |                 |                   |                   |                   |                   |                   | Medalha de ouro  |                   |                   |               |               |               |
| GP Skate America |                  |                 | 4.º               |                   |                   |                   | Medalha de bronze |                  |                   |                   |               |               |               |
| GP Skate Canada International | 7.º              | 5.º             |                   |                   |                   | Medalha de bronze |                   |                  |                   |                   |               |               |               |
| GP Trophée Éric Bompard |                  |                 |                   | 5.º               | Medalha de bronze | Medalha de bronze |                   | Medalha de prata |                   |                   |               |               |               |
| Bofrost Cup on Ice |                  |                 | Medalha de bronze |                   |                   |                   |                   |                  |                   |                   |               |               |               |
| Karl Schäfer Memorial | Medalha de prata |                 |                   |                   |                   |                   |                   |                  |                   |                   |               |               |               |
| Nebelhorn Trophy | Medalha de prata | Medalha de ouro |                   |                   |                   |                   |                   |                  |                   |                   |               |               |               |
| Nacional |                  |                 |                   |                   |                   |                   |                   |                  |                   |                   |               |               |               |
| Campeonato Italiano | Medalha de prata | Medalha de ouro | Medalha de ouro   | Medalha de ouro   | Medalha de prata  | Medalha de ouro   | Medalha de ouro   | Medalha de ouro  | Medalha de ouro   | WD                |               |               |               |
| |                  |                 |                   |                   |                   |                   |                   |                  |                   |                   |               |               |               |
| Legenda: GP = Grand Prix; WD = Abandonou; Competição não foi disputada nesta temporada; Competição não fez parte do GP/CS; Competição fez parte do GP/CS |                  |                 |                   |                   |                   |                   |                   |                  |                   |                   |               |               |               |

### Com Flavia Ottaviani
| Resultados                                                                     | Resultados             | Resultados             | Resultados             | Resultados             | Resultados             | Resultados             | Resultados             | Resultados             | Resultados             | Resultados             | Resultados             | Resultados             | Resultados             |
| Internacional – Júnior                                                         | Internacional – Júnior | Internacional – Júnior | Internacional – Júnior | Internacional – Júnior | Internacional – Júnior | Internacional – Júnior | Internacional – Júnior | Internacional – Júnior | Internacional – Júnior | Internacional – Júnior | Internacional – Júnior | Internacional – Júnior | Internacional – Júnior |
| Evento/Temporada                                                               | 1996– 1997             | 1997– 1998             | 1998– 1999             | 1999– 2000             |                        |                        |                        |                        |                        |                        |                        |                        |                        |
| ------------------------------------------------------------------------------ | ---------------------- | ---------------------- | ---------------------- | ---------------------- | ---------------------- | ---------------------- | ---------------------- | ---------------------- | ---------------------- | ---------------------- | ---------------------- | ---------------------- | ---------------------- |
| Campeonato Mundial Júnior                                                      | 22.º                   |                        | 7.º                    | 4.º                    |                        |                        |                        |                        |                        |                        |                        |                        |                        |
| JGP JGP Final                                                                  |                        | Medalha de bronze      | 6.º                    | 5.º                    |                        |                        |                        |                        |                        |                        |                        |                        |                        |
| JGP JGP Bulgária                                                               |                        |                        | Medalha de ouro        |                        |                        |                        |                        |                        |                        |                        |                        |                        |                        |
| JGP JGP China                                                                  |                        |                        | Medalha de ouro        |                        |                        |                        |                        |                        |                        |                        |                        |                        |                        |
| JGP JGP Eslováquia                                                             |                        | Medalha de ouro        |                        |                        |                        |                        |                        |                        |                        |                        |                        |                        |                        |
| JGP JGP Eslovênia                                                              |                        |                        |                        | Medalha de bronze      |                        |                        |                        |                        |                        |                        |                        |                        |                        |
| JGP JGP França                                                                 |                        | Medalha de ouro        |                        |                        |                        |                        |                        |                        |                        |                        |                        |                        |                        |
| JGP JGP Japão                                                                  |                        |                        |                        | Medalha de ouro        |                        |                        |                        |                        |                        |                        |                        |                        |                        |
| Autumn Trophy                                                                  | 10.º                   | —                      | —                      | —                      |                        |                        |                        |                        |                        |                        |                        |                        |                        |
| Nacional                                                                       |                        |                        |                        |                        |                        |                        |                        |                        |                        |                        |                        |                        |                        |
| Campeonato Italiano – Júnior                                                   |                        | Medalha de prata       | Medalha de prata       | Medalha de ouro        |                        |                        |                        |                        |                        |                        |                        |                        |                        |
|                                                                                |                        |                        |                        |                        |                        |                        |                        |                        |                        |                        |                        |                        |                        |
| Legenda: JGP = Grand Prix Júnior; Competição não foi disputada nesta temporada |                        |                        |                        |                        |                        |                        |                        |                        |                        |                        |                        |                        |                        |